# Stefano Dall'Acqua
Stefano Dall'Acqua (Oderzo, 13 luglio 1981) è un ex calciatore italiano, di ruolo attaccante.

## Biografia
Nasce in una famiglia di sportivi: il padre, ex calciatore, giocò nell'Opitergina, squadra della città di Oderzo, insieme a Gianfranco Zigoni e Renato Faloppa; lo zio invece fu nazionale di hockey su pista.

## Carriera

### Gli anni nelle giovanili
Entra nelle giovanili dell'Opitergina, ma le prime soddisfazioni le ottiene quando nel 1994 passa alla Gorghense, squadra di Gorgo al Monticano nota nel Veneto per il fertile vivaio: l'anno successivo con la Gorghense vince a Padova il campionato regionale a spese del Treviso; in seguito, all'Isola d'Elba, perde la finale nazionale contro l'Aldini Milano, società satellite del Milan.
Insieme a lui giocano altri ragazzi che si affacceranno al professionismo, a partire da Manuel Pasqual, difensore della Fiorentina dal 2005 al 2016; in rosa ci sono anche gli attaccanti Lauro Florean, attualmente in Seconda Divisione e Francesco Cester, meteora della Reggina. Gli osservatori delle grandi squadre se ne accorgono presto, e ad arrivare per primi sono proprio quelli della squadra calabrese: nel 1997 lui Manuel Pasqual ed altri suoi compagni si trasferiscono alla squadra amaranto.

### Club
Dopo due anni nelle giovanili della Reggina, insieme ad altri quattro compagni di squadra viene spedito al Derthona (Campionato Nazionale Dilettanti): a Tortona (stagione 1999-2000) segna dieci gol in 32 partite. L'ottima prestazione gli fa guadagnare il posto nella Nazionale Under 18 dilettanti con la quale vince gli Europei facendo cinque gol in cinque partite, di cui due in finale contro la Jugoslavia.
Il campionato successivo si rivela un disastro: dopo un doppio salto di categoria si ritrova ad Arezzo, ma per problemi di regolamento (la squadra ha troppi giocatori in prestito) è costretto ad andarsene nonostante il parere contrario dell'allenatore Antonio Cabrini. Finisce a Lecco, dove non lega con l'allenatore e gioca solo una partita; finisce la stagione a Gela, Serie C2, nell'ambito di uno scambio di giocatori. I mesi in Sicilia li passa quasi sempre chiuso in casa a causa degli ultras, inferociti per il cattivo andamento della squadra.
La stagione 2001-2002 la passa a Busto Arsizio, nella Pro Patria, diventando l'idolo della tifoseria a suon di gol: gioca anche infortunato ed a fine stagione i tifosi lo portano in trionfo in piazza durante la festa per la promozione in Serie C1. Nonostante voglia restare, la società lo costringe ad un altro trasferimento, questa volta al Cittadella (Serie C1), dove segna 14 gol su 27 incontri disputati, facendosi anche qui amare dalla curva.
Vista l'ottima stagione la Reggina lo inserisce nella rosa che disputerà il massimo campionato nella stagione 2003-2004. Sarà per tutta la stagione la riserva di Emiliano Bonazzoli, ma segnerà il suo stesso numero di gol, due, giocando molto meno del compagno. A novembre viene convocato per la prima ed ultima volta in Nazionale Under-21 per due partite di qualificazione agli Europei: le giocherà entrambe, subentrando nella ripresa.
L'anno successivo, stagione 2004-2005, viene ceduto in comproprietà al Treviso: l'allenatore gli preferisce Reginaldo e Barreto, giocherà meno del previsto e segnerà in tutto sei gol. Verso il termine della stagione, al momento di giocare i playoff per la promozione in Serie A, si infortuna gravemente. L'incidente lo terrà lontano dal campo anche i primi mesi della stagione successiva.
Il Treviso viene in seguito promosso d'ufficio al posto del Genoa, retrocesso in serie C1. I primi mesi della stagione li passa infortunato; durante la convalescenza non scende mai in campo ed a gennaio viene mandato in prestito al Catania. Il suo contributo alla promozione in A dei siciliani consisterà in sette presenze senza nemmeno un gol.
Nell'estate del 2006 vola in Russia per effettuare un provino con il Saturn, squadra militante nella massima serie locale, ma in seguito preferisce non abbandonare la madrepatria ed accetta l'ingaggio con il Foggia, militante in Serie C1. In Puglia delude e realizza solamente due reti in 17 gare disputate: a gennaio 2007 torna al Treviso che lo cede in prestito al Novara (Serie C1), dove ritrova il gol con una certa regolarità.
Nelle stagioni successive, Dall'Acqua continua a cambiare casacca e ad essere tormentato dagli acciacchi fisici: nell'estate 2007 passa in prestito al Grosseto, ma dopo un paio di mesi subisce un nuovo grave infortunio che lo mette fuori gioco dopo 11 presenze mettendo a segno 3 reti; l'estate successiva si accasa invece alla Reggiana, neopromossa in Prima Divisione, dove gioca venti gare. Nell'estate 2009 rimane senza squadra, in seguito al fallimento del Treviso: si allena con il Lecco, quindi il 30 agosto firma un contratto annuale con la Juve Stabia, squadra militante in Serie C2. Fuori forma, risolve il suo contratto con la squadra di Castellammare di Stabia il 30 gennaio 2010, ma due giorni dopo si accorda con il Pescina Valle del Giovenco.
Nell'estate del 2010, dopo il fallimento del Pescina, rimane nuovamente senza contratto, quindi il 3 settembre accetta l'ingaggio da parte dell'Opitergina, la squadra che lo ha lanciato appena tornata in Serie D dopo quasi vent'anni; dopo una stagione terminata con la retrocessione della compagine, nel luglio 2011 passa alla Sacilese Calcio, rimanendo in categoria. Nel dicembre 2012 si trasferisce nei dilettanti del Lentigione in Eccellenza. Il 14 giugno 2013 si trasferisce al Formigine in Serie D, sarà un anno d'oro per l'attaccante nonostante l'infortunio riscontrato dopo appena 7 giornate, contribuirà infatti in maniera decisiva a conquistare il diritto di permanenza nella categoria, la squadra giocava per lui, senza erano persi, era idolatrato in tutto il paese, guadagnandosi il titolo di "bomber" .
Nell'estate 2014 si trasferisce all'Atletico San Paolo Padova in Serie D. A settembre passa al Portomansuè, formazione della Provincia di Treviso, in Promozione. Nell'estate 2015 passa ai trevigiani del Conegliano, militante in Promozione Veneta.